# Taekwondo en los Juegos Panafricanos de 2015
El torneo de taekwondo en los Juegos Panafricanos de 2015 se realizó en Brazzaville (República del Congo) entre el 16 y el 18 de septiembre. En total se disputaron en este deporte dieciséis pruebas diferentes, ocho masculinas y ocho femeninas.

## Resultados

### Masculino
| Evento | Oro                                 | Plata                          | Bronce                                                        |
| ------ | ----------------------------------- | ------------------------------ | ------------------------------------------------------------- |
| –54 kg | Moad Nabil · Egipto                 | Moustapha Kama Senegal         | Alhoudourou Maiga Mali Hedi Nefati Túnez                      |
| –58 kg | Romain Trolliet Argelia             | Mohammad Tariq Jamilou Nigeria | Wasiu Tadjou · Costa de Marfil · Shauki El-Said · Egipto      |
| –63 kg | Yusef Ali · Egipto                  | Edwin Samson Nigeria           | Wahid Briki Túnez Oumar Sissoko Mali                          |
| –68 kg | Gofran Zaki · Egipto                | Balla Dièye Senegal            | Saifedin Trabelsi Túnez Marc Mbombo R. D. del Congo           |
| –74 kg | Ismaël Coulibaly Mali               | Seif Isa · Egipto              | Arnold Nkoy R. D. del Congo Anicet Kassi Costa de Marfil      |
| –80 kg | Cheick Sallah Cissé Costa de Marfil | Usama Ueslati Túnez            | Taha Al-Aswed Libia Gorame Kare Senegal                       |
| –87 kg | Yasin Trabelsi Túnez                | David Adjetey Ghana            | Abdelrahman Gohari · Egipto · Seydou Gbane · Costa de Marfil  |
| +87 kg | Abdoulrazak Issoufou Níger          | Anthony Obame Gabón            | Mohamed Ahmed Ayman · Egipto · Firmin Zokou · Costa de Marfil |

### Femenino
| Evento | Oro                         | Plata                       | Bronce                                                             |
| ------ | --------------------------- | --------------------------- | ------------------------------------------------------------------ |
| –46 kg | Nardos Chifra Etiopía       | Fadia Farhani Túnez         | Bouma Ferimata Coulibaly · Costa de Marfil · Aya Ali Rubi · Egipto |
| –49 kg | Nur Abdelsalam · Egipto     | Rosa Keleku R. D. del Congo | Joy Ekhator Nigeria Oumou Koultoumy Guinea                         |
| –53 kg | Radwa Reda · Egipto         | Chinazum Nwosu Nigeria      | Danielle Pelham Ghana Rahma Ben Ali Túnez                          |
| –57 kg | Bineta Diedhiou Senegal     | Hedaya Malak · Egipto       | Josseline Eyenga Camerún Brenda Mahonza R. D. del Congo            |
| –62 kg | Ruth Gbagbi Costa de Marfil | Rewan Refaei · Egipto       | Gradie Kamuanya R. D. del Congo Urgence Mouega Gabón               |
| –67 kg | Seham El-Sawalhy · Egipto   | Mariam Diarra Mali          | Ifeoma Dennis Nigeria Nadège N’dri Costa de Marfil                 |
| –73 kg | Uzoamaka Otuadinma Nigeria  | Maisun Tolba · Egipto       | Mamina Koné Costa de Marfil Aminata Doumbia Mali                   |
| +73 kg | Menatalá Abdelaal · Egipto  | Ester Uzoukwu Nigeria       | Hadja Djabate Costa de Marfil Linda Azedin Argelia                 |

## Medallero
| Núm. | País            | Oro | Plata | Bronce | Total |
| ---- | --------------- | --- | ----- | ------ | ----- |
| 1    | Egipto          | 7   | 4     | 4      | 15    |
| 2    | Costa de Marfil | 2   | 0     | 8      | 10    |
| 3    | Nigeria         | 1   | 4     | 2      | 7     |
| 4    | Túnez           | 1   | 2     | 4      | 7     |
| 5    | Senegal         | 1   | 2     | 1      | 4     |
| 6    | Mali            | 1   | 1     | 3      | 5     |
| 7    | Argelia         | 1   | 0     | 1      | 2     |
| 8    | Etiopía         | 1   | 0     | 0      | 1     |
| 8    | Níger           | 1   | 0     | 0      | 1     |
| 10   | R. D. del Congo | 0   | 1     | 4      | 5     |
| 11   | Gabón           | 0   | 1     | 1      | 2     |
| 11   | Ghana           | 0   | 1     | 1      | 2     |
| 13   | Camerún         | 0   | 0     | 1      | 1     |
| 13   | Guinea          | 0   | 0     | 1      | 1     |
| 13   | Libia           | 0   | 0     | 1      | 1     |
|      | TOTAL           | 16  | 16    | 32     | 64    |